# Feature Driven Development

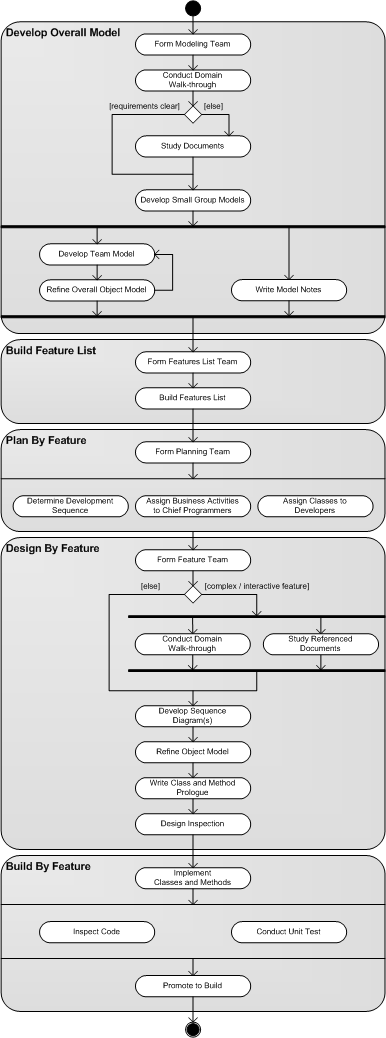
FDD Process Diagram

Feature Driven Development (FDD) je jedna z agilních metodologií vývoje software. Název lze přeložit zhruba jako vývoj řízený užitnými vlastnostmi daného software.
Na rozdíl od procesního frameworku XP zachovává tato metodika fázi modelování systému. Za základní model je zde považován doménový model na vysoké úrovni abstrakce, který popisuje celý systém a slouží tak k minimalizaci problémů integrace a kolaborace jednotlivých částí vytvořených různými programátory. Práce na projektu je poté rozdělena do zpravidla dvoutýdenních iterací, přičemž v každé iteraci jsou navrhovány a implementovány konkrétní užitné vlastnosti systému (features). Dalším rozdílem od procesního frameworku XP případně SCRUM je fakt, že jednotliví programátoři si sami nevybírají práci, kterou budou řešit. Každému z nich je přidělena zodpovědnost za část doménového modelu – za jeden objekt. V případě, že řešená vlastnost vyžaduje spolupráci více objektů s rozdílnými vlastníky, je vytvořen tým pro řešení dané vlastnosti – feature team.